# São João Batista de La Salle (título cardinalício)
São João Batista de La Salle (em latim: Sanctæ Iohannes Baptista de La Salle) é um título cardinalício instituído em 30 de setembro de 2023 pelo Papa Francisco.
Sua igreja titular é Igreja de São João Batista de La Salle.

## Titulares protetores
- Stephen Chow Sau-yan, S.J. (desde 2023)